# Janusz Gol
Janusz Gol (* 11. listopadu 1985, Svídnice, Polsko) je polský fotbalový záložník a reprezentant, který v současné době působí v klubu Cracovia.

## Klubová kariéra
S fotbalem začal v klubu Polonia Świdnica a později hrál v týmu Sparta Świdnica (tyto oddíly se v roce 2005 sloučily do jednoho celku Polonia/Sparta Świdnica, v němž pokračoval až do roku 2008). V červenci 2008 přestoupil do GKS Bełchatów, kde nosil na dresu číslo 5. V červnu 2009 prodloužil smlouvu s GKS do konce sezóny 2010/11. V únoru 2011 odešel do Legie Warszawa, kde podepsal 3½roční kontrakt. S Legií vyhrál třikrát polský fotbalový pohár a jednou Ekstraklasu.
V červenci 2013 přestoupil do ruského klubu FK Amkar Perm, kde podepsal dvouletý kontrakt. Stal se zároveň prvním polským hráčem v historii klubu.

## Reprezentační kariéra
20. ledna 2010 debutoval pod reprezentačním trenérem Franciszkem Smudou v A-mužstvu Polska v přátelském zápase s domácím Thajskem na turnaji King's Cup 2010, Poláci vyhráli 3:1. Janusz se dostal na hrací plochu v 83. minutě.